# ممرز (سرده)
ممرز، لور، اولس (نام علمی: Carpinus) نام یک سرده از تیره توسکایان است. بین ۳۰ تا ۴۰ گونه از این سرده در مناطق معتدل نیم‌کره شمالی پراکنده‌اند. بیشترین تعداد گونه‌های این سرده در شرق آسیا و به ویژه در چین یافت می‌شوند. تنها دو گونه در اروپا، یک گونه در شرق آمریکای شمالی و یک گونه در آمریکای مرکزی وجود دارد. 

## شناسایی
برگهای ساده، متناوب و خزان‌پذیر با حاشیه دندانه‌ای و طول آن‌ها ۳ تا ۱۰ سانتی‌متر است. گل‌ها که در فصل بهار تولید می‌شوند، در گل‌آذین شاتون دم‌گربه‌ای آرایش یافته‌اند. گرده‌افشانی با باد انجام می‌شود. گل‌های نر و ماده در گل‌آذین‌های مختلف قرار دارند ولی بر روی یک درخت می‌رویند (تک‌پایه). 